# Sumak Kawsay

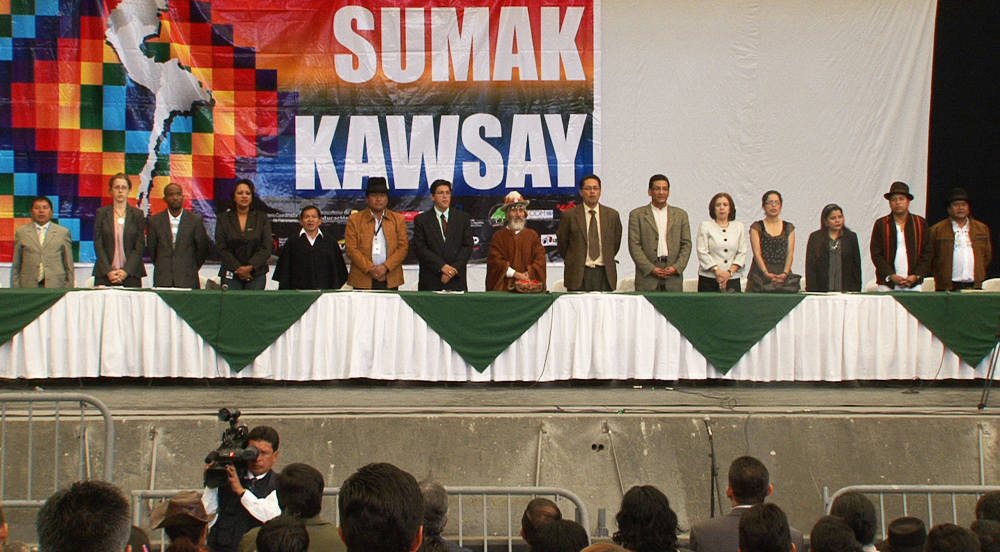
Primeiro encontro de povos e nacionalidades andinas pelo Sumak kawsay, no Equador em 2011.

Sumak Kawsay (também Sumaq kawsay ou Shumaq kawsay, dependendo do dialeto) é um neologismo em quíchua criado na década de 1980 como proposta política e cultural de organizações indígenas e posteriormente adotado pelos governos do movimento pelo socialismo no século XXI no Equador e na Bolívia. O termo refere-se à implementação de um socialismo mais independente das teorias socialistas europeias, estando ligado a um pensamento ancestral e estilo de vida comunitário dos povos indígenas quíchua. No Equador, foi traduzido como "bem viver", embora especialistas na língua quíchua concordem que a tradução mais precisa seria "vida em plenitude". Em aimará, idioma falado em partes da Bolívia, o termo equivalente é "suma qamaña", que é traduzida como "bem viver".
Em português, é traduzido frequentemente como "bem viver".
Em seu significado original em quíchua, sumak refere-se à fruição ideal e bela do planeta, enquanto kawsay significa “vida”, uma vida digna, em plenitude, equilíbrio e harmonia. Existem noções semelhantes entre outros povos indígenas, como os Mapuche (Chile, Argentina), os Guarani da Bolívia, norte da Argentina e Paraguai que falam de seu teko kavi (boa vida) e teko porã (boa vida ou bom modo de ser), os Achuar da Amazônia equatoriana e os Guna do Panamá.
Os povos maias Tsotsil e Tseltal buscam o Lekil Kuxlejal, ou "vida justa e digna", que é considerado equivalente ao sumak kawsay e influenciou no desenvolvimento do Neozapatismo.
Desde o fim da década de 1990, o sumak kawsay tem se desenvolvido como um projeto político que visa alcançar o bem-estar coletivo, a responsabilidade social na forma como as pessoas se relacionam com a natureza e o fim da acumulação interminável de capital, sendo uma alternativo ao modelo predominante de desenvolvimento, que encara o ser humano como um recurso econômico. Os movimentos indígenas no Equador e na Bolívia, juntamente com intelectuais, utilizaram inicialmente o conceito para definir um paradigma alternativo ao desenvolvimento capitalista com dimensões cosmológicas, holísticas e políticas. A Constituição do Equador de 2008 incorporou o conceito dos direitos da natureza, assim como a Constituição da Bolívia de 2009. Diversos teóricos, como os economistas Alberto Acosta e Magdalena León, afirmam que o sumak kawsay não se trata de uma teoria acabada e completamente estruturada, mas sim de uma proposta social inacabada que pode ser melhorada.

## Fundamentos
O sumak kawsay é uma proposta que se fundamenta em cinco princípios: 
1. Sem conhecimento ou sabedoria não há vida (tucu yachay)
2. Todos vêm da mãe terra (pacha mama)
3. A vida é plena (hambi kawsay)
4. A vida é coletiva (sumak kamaña)
5. Todos temos ideais ou sonhos (hatun muskuy)[6]

De acordo com o filósofo Javier Lajo, na concepção andina o sumak kawsay é o equilíbrio entre o "sentir-se bem" (allin munay) e o "pensar bem" (allin yachay), que juntos resultam no "fazer bem" (allin ruay), ponto onde se alcança a harmonia.
Apesar disso, o Bem Viver não representa uma proposta monocultural de sociedade, pois "é um conceito plural – bons conviveres [...] que surge das comunidades indígenas".
O Bem Viver – enquanto filosofia de vida – é um projeto libertador e tolerante, sem preconceitos nem dogmas. Um projeto que, ao haver somado inúmeras histórias de luta, resistência e propostas de mudança, e ao nutrir-se de experiências existentes em muitas partes do planeta, coloca-se como ponto de partida para construir democraticamente sociedades democráticas.
— Alberto Acosta, O bem viver: uma oportunidade para imaginar outros mundos

Esse princípio de vida, que se baseia na cosmovisão dos povos indígenas andinos e nos saberes ancestrais em geral, fundamenta-se em, entre outros, nos pilares:
- de relacionalidade, que se refere à interpretação de haver uma interconexão de todos  elementos que juntos compõem um só, o "todo";
- de reciprocidade, entendida como uma relação recíproca e coparticipava entre os mundos superiores, inferiores e o mundo atual, e entre humanos e natureza;
- de correspondência, que vê os elementos da realidade se correspondem de uma maneira harmoniosa, a maneira de proporcionalidade;
- de complementaridade, que se baseia na ideia de que os opostos podem ser complementares, já que nada é incontornável.

## Influência na legislação do Equador
O conceito de Bem Viver teve uma influência importante na elaboração da Constituição equatoriana de 2008, levando ao desenvolvimento de novas conceitos e leis como os Direitos da Mãe Natureza.
Para a Constituição, a natureza deixou de ser um objeto e passou a ser um sujeito autônomo que deve ser interpretado de forma integral com o ser humano. Por exemplo, o artigo 71 da Constituição reconhece que “A natureza ou pachamama, onde a vida é reproduzida ou realizada, tem direito ao pleno respeito da sua existência, assim como a manutenção e regeneração dos seus ciclos vitais, estrutura, funções e processos evolutivos ”. No artigo 275 se especifica que "o Bem Viver exigirá que as pessoas, comunidades, cidades e nacionalidades gozem efetivamente dos seus direitos e exerçam responsabilidades no quadro da interculturalidade, do respeito pelas suas diversidades e da coexistência harmoniosa com a natureza."
Os Planos Nacionais de Desenvolvimento de 2009-2013 e de 2013-2017 foram denominados Planos Nacionais para o Bem Viver, estruturados pela Secretaria Nacional de Planejamento e Desenvolvimento (Senplades). O documento para 2013-2017 declara:
O Bem Viver ou Sumak Kawsay é uma ideia mobilizadora que oferece alternativas aos problemas contemporâneos da humanidade. O Bem Viver constrói sociedades solidárias, corresponsáveis e recíprocas que vivem em harmonia com a natureza, a partir de uma mudança nas relações de poder. O Sumak Kawsay fortalece a coesão social, os valores comunitários e a participação ativa de indivíduos e coletividades nas decisões relevantes para a construção de seu próprio destino e felicidade. […] Não se trata de voltar a um passado idealizado, mas de encarar os problemas das sociedades contemporâneas com responsabilidade histórica. O Bem Viver não postula o não desenvolvimento, mas contribui para uma visão distinta da economia, da política, das relações sociais e da preservação da vida no planeta.— Plano Nacional para o Bem Viver, 2013-2017

## Influência na legislação da Bolívia
A constituição que "refundou" a Bolívia, rebatizando-a como "Estado Plurinacional", entrou em vigor em 2009. O Bem Viver foi introduzido nessa constituição por contribuições de movimentos camponeses/indígenas e pela atuação de personalidades como o ex-ministro das relações exteriores David Choquehuanca e o então presidente Evo Morales, ambos de origem aimará. Essa ideologia aparece enquanto um princípio ético-moral que deve inspirar o Estado, a sociedade e o modelo econômico. O Artigo 8 da Constituição de 2009 afirma que:
O Estado assume e promove como princípios ético-morais da sociedade plural: ama qhilla, ama llulla, ama suwa (não seja preguiçoso, não seja mentiroso nem seja ladrão), suma qamaña (viver bem), ñandereko (vida harmoniosa), teko kavi (vida boa), ivi maraei (terra sem mal) e qhapaj ñan (caminho ou vida nobre).
O mesmo artigo elenca uma série de valores que sustentam o Estado “para viver bem”:
O Estado se sustenta nos valores de unidade, igualdade, inclusão, dignidade, liberdade, solidariedade, reciprocidade, respeito, complementaridade, harmonia, transparência, equilíbrio, igualdade de oportunidades, equidade social e de gênero na participação, bem-estar comum, responsabilidade, justiça social, distribuição e redistribuição dos produtos e bens sociais, para viver bem.
No segundo artigo da Constituição de 2009 encontra-se o termo "naciones y pueblos indígena originario campesinos" (nações e povos indígena originário camponês), que reúne as três ideias com plural só ao final como se fossem uma única ideia. Este termo é usado para nomear um sujeito social recorrente no texto constitucional, que reflete as identidades híbridas do povo bolivano. O novo sujeito social é definido constitucionalmente no Artigo 30:
É nação e povo indígena originário camponês toda a coletividade humana que compartilhe identidade cultural, idioma, tradição histórica, instituições, territorialidade e cosmovisão, cuja existência é anterior à invasão colonial espanhola.
Morales e David Choquehuanca se tornaram referências em arenas internacionais de debate sobre a mudança climática, direitos indígenas, entre outros temas, contribuindo para a circulação internacional do conceito do Sumak Kawsay. Essas iniciativas culminaram na realização da Conferência Mundial dos Povos sobre a Mudança Climática e os Direitos da Mãe Terra, realizada em Cochabamba, de 19 a 22 de abril de 2010.